# بقعه آقا سید محمد و سلطان حسین
بقعه آقا سید محمد و سلطان حسین مربوط به دوره قاجار است و در شهرستان سیاهکل، بخش مرکزی، روستای لمش واقع شده و این اثر در تاریخ ۱۴ مرداد ۱۳۸۲ با شمارهٔ ثبت ۹۴۰۴ به‌عنوان یکی از آثار ملی ایران به ثبت رسیده‌است.